# Paris Saint-Germain Football Club 1998-1999
Questa voce raccoglie le informazioni riguardanti il Paris Saint-Germain Football Club nelle competizioni ufficiali della stagione 1998-1999.

## Maglie e sponsor
Lo sponsor tecnico per la stagione 1998-1999 è Nike, mentre lo sponsor ufficiale è Opel.
| Casa | Trasferta |

## Rosa
| N. |                       | Ruolo | Calciatore              |
| -- | --------------------- | ----- | ----------------------- |
| 1  | Francia (bandiera)    | P     | Bernard Lama            |
| 2  | Francia (bandiera)    | D     | Fabrice Kelban          |
| 3  | Francia (bandiera)    | D     | Nicolas Laspalles       |
| 4  | Germania (bandiera)   | D     | Christian Wörns         |
| 5  | Francia (bandiera)    | D     | Alain Goma              |
| 6  | Francia (bandiera)    | D     | Bruno Carotti           |
| 7  | Portogallo (bandiera) | C     | Hélder Baptista         |
| 8  | Francia (bandiera)    | C     | Yann Lachuer            |
| 9  | Italia (bandiera)     | A     | Marco Simone (capitano) |
| 10 | Nigeria (bandiera)    | C     | Jay-Jay Okocha          |
| 11 | Francia (bandiera)    | C     | Xavier Gravelaine       |
| 12 | Francia (bandiera)    | A     | Laurent Leroy           |
| 14 | Francia (bandiera)    | D     | Francis Llacer          |
| 15 | Madagascar (bandiera) | D     | Éric Rabésandratana     |

| N. |                    | Ruolo | Calciatore           |
| -- | ------------------ | ----- | -------------------- |
| 16 | Francia (bandiera) | P     | Dominique Casagrande |
| 17 | Francia (bandiera) | D     | Jimmy Algerino       |
| 18 | Francia (bandiera) | A     | Nicolas Ouédec       |
| 19 | Francia (bandiera) | C     | Jérôme Leroy         |
| 20 | Brasile (bandiera) | A     | Adaílton             |
| 21 | Francia (bandiera) | A     | Bruno Rodriguez      |
| 22 | Russia (bandiera)  | C     | Igor' Janovskij      |
| 23 | Francia (bandiera) | C     | Pierre Ducrocq       |
| 24 | Francia (bandiera) | C     | Mickaël Madar        |
| 25 | Francia (bandiera) | D     | Grégory Paisley      |
| 26 | Senegal (bandiera) | D     | Aliou Cissé          |
| 27 | Francia (bandiera) | A     | Didier Martel        |
| 28 | Francia (bandiera) | C     | Fabrice Abriel       |
| 30 | Francia (bandiera) | P     | Laurent Quievreux    |

## Risultati

### Coppa delle Coppe
| Arbitro: | Fandel |

|                   |           |              |
| Simone 82’ (rig.) | Marcatori | 87’ Benayoun |

| Arbitro: | Meese |

|                            |           |                       |
| Keisi 59’ Mizrahi 78’, 90’ | Marcatori | 73’ Ouédec 87’ Okocha |